# Nickelodeon (Kanada)
A Nickelodeon Kanada a Nickelodeon kanadai, angol nyelven sugárzó változata. A csatorna a Viacom engedélyével a Corus Entertainment tulajdonában áll. A csatorna - akárcsak a többi változat - gyerekeknek szóló élőszereplős műsorokat és rajzfilmeket vetít. A Corus már korábban is elindított két csatornát, a YTV-t és a Treehouse TV-t, amik szintén adták a csatorna műsorait.

## Története
A csatorna 2009. november 2-án indult a YTV OneWorld által használt engedéllyel, amit a CRTC (Canadian Radio-television and Telecommunications Commission) adott a Corusnak 2008 szeptemberében. Első leadott sorozata a Jacob Two-Two volt. A csatorna az indítás utáni napokban mindenhol felváltotta a szintén a Corus tulajdonában lévő Discovery Kids-et.

## Műsorok

### Jelenlegi
- Jimmy Neutron kalandjai
- The Amanda Show
- The Angry Beavers
- Being Ian
- Big Time Rush
- MacsEb
- Flamingó kapitány
- Drake és Josh
- Edgar & Ellen
- Tündéri keresztszülők
- Fanboy és Chum Chum
- Fred
- The Fresh Beat Band
- Grossology
- Hé, Arnold!
- Home Improvement
- How to Rock
- ICarly
- Jibber Jabber
- Kenan & Kel
- Kid vs. Kat
- Kids Choice Awards
- League of Super Evil
- Max and Ruby
- A Madagaszkár pingvinjei
- Power Rangers: Samurai
- Sheen bolygója
- The Ren & Stimpy Show
- Rocko
- Robot és Mumus
- Fecsegő tipegők
- SpongyaBob Kockanadrág
- Storm Hawks
- Supah Nindzsák
- True Jackson, VP
- S.T.R.A.M.M. – A kém kutya
- V, mint Viktória
- What I Like About You
- Winx Club
- Hekker Zek

### Várható sorozatok
- Clarissa Explains It All
- All That

### Korábbi
- All Grown Up!
- Avatár: Az utolsó levegőidomár
- Vissza a farmra
- Bucket és Skinner hősies kalandjai
- Catscratch
- ChalkZone
- Danny Phantom
- H2O: Egy vízcsepp elég
- Anubisz házának rejtélyei
- Invader Zim
- Jacob Two-Two
- Just Jordan
- B, a szuperméh
- Monster Warriors
- My Friend Rabbit
- The Naked Brothers Band
- Romeo!
- Tak and the Power of Juju
- Nincs mese (Unfabulous)
- The Wild Thornberrys
- Will and Dewitt

## Nick Jr.
A Nick Jr. Kanadában programblokként érhető el, műsorai kifejezetten az óvodásoknak szólnak. Hétköznaponként fut 9:00-tól 15:00-ig.

### Műsorai
- I'm Frankie
- Bunnytown
- Babar és Badou kalandjai
- The Berenstain Bears
- Azúrkék nyomok
- Bubbi Gubbik
- Dóra, a felfedező
- George Shrinks
- Go, Diego, Go!
- Franklin
- Jane and the Dragon
- Jaden The Cat
- Max and Ruby
- My Friend Rabbit
- Ni Hao Kai-lan
- Team Umizoomi
- Tickety Toc
- Toot and Puddle
- The Backyardigans
- The Fresh Beat Band
- Willa's Wild Life
- Csudalények - Minimentők

## Fordítás
Ez a szócikk részben vagy egészben  a   Nickelodeon (Canada) című angol Wikipédia-szócikk fordításán alapul.  Az eredeti cikk szerkesztőit annak laptörténete sorolja fel. Ez a jelzés csupán a megfogalmazás eredetét és a szerzői jogokat jelzi, nem szolgál a cikkben szereplő információk forrásmegjelöléseként.